# Мурвица (острво)
Мурвица је мало острво у Јадранском мору, у средњој Далмацији, северно од Дрвеника Малог. 